# Machelen (Brabancja Flamandzka)
Machelen (fr. Machelen-lez-Vilvorde, hist. Machelen-Sainte-Gertrude) – miejscowość i gmina (gemeente) w Belgii, w Regionie Flamandzkim, w prowincji Brabancja Flamandzka, w okręgu Halle-Vilvoorde. 1 stycznia 2024 roku liczyła 16 576 mieszkańców.

## Podział administracyjny
W skład gminy wchodzi jedna dzielnica (deelgemeente):
- Diegem